# Arturo García Tenorio
Arturo García Tenorio (Ciudad de México, 7 de octubre de 1954-Ciudad de México, 14 de noviembre de 2024)  fue un actor y director de cine mexicano.

## Trayectoria
Inició su carrera artística con actuaciones en sketches de El chapulín colorado y otras producciones cinematográficas hechas por Roberto Gómez Bolaños como Don Ratón y don Ratero y Charrito. Es recordado por su actuación como Ramón Palillo en la telenovela infantil Carrusel.
Falleció en Ciudad de México el 14 de noviembre de 2024 a los 70 años de edad producto de una asfixia derivada por enfermedad pulmonar obstructiva crónica, según confirmó Jorge Ortiz de Pinedo.

## Filmografía

### Cine
| Año  | Título                                 | Rol               |
| ---- | -------------------------------------- | ----------------- |
| 1979 | Bloody Marlene                         | Hijo McCutchen    |
| 1983 | Don Ratón y don Ratero                 | Pequeño           |
| 1984 | Charrito                               | Hermano Brother 2 |
| 1984 | Adiós Lagunilla, adiós                 | Tianguista        |
| 1988 | La noche de la bestia                  | Alfredo           |
| 1991 | Asalto                                 | Agustín           |
| 1991 | Cándido Pérez, especialista en señoras |                   |
| 1992 | Crisálida                              |                   |
| 1992 | Los "Panaderos"                        | Doctor            |
| 1992 | Antojitos mexicanos                    |                   |
| 1994 | Suerte en la vida                      |                   |
| 1994 | El Silla de Ruedas 3                   |                   |
| 1995 | Mecánica mexicana                      |                   |
| 2013 | 7 años de matrimonio                   | Sergio            |

### Televisión
| Año                           | Título                                   | Rol | Notas            |
| ----------------------------- | ---------------------------------------- | --- | ---------------- |
| 1974                          | El Chapulín Colorado                     | Bebé de Júpiter | 1 episodio       |
| 1979-1982 1980-1983 1980/1994 | Sábado Loco Loco, No empujen, Chespirito | Soldado desconocido (El Chapulín Colorado, 1980) / Planetovulo (El Chapulín Colorado, 1981) / Turista americano (El Chapulín Colorado) / Pirata (El Chapulín Colorado) / Chimpandolfo (El Chapulín Colorado) / Bebé Jupiteriano/Padres del bebé Jupiteriano (El Chapulín Colorado, 1982) / Marciano X-27 (Los Caquitos, 1988/1993) / Domador de Pulgas (Los Caquitos, 1989) / El Pequeño (Los Caquitos, 1992) / Director de cine (Los Caquitos, 1993) / Goliat Escamilla (Los Caquitos) / Profesor de cine (Los Caquitos, 1994) | Varios episodios |
| 1991                          | Dr. Cándido Pérez episodio "La Kermés"   | |                  |
| 2007                          | Objetos Perdidos                         | Varios episodios |                  |
| 2007                          | XHDRBZ                                   | Investigador | 1 episodio       |
| 2011                          | Como dice el dicho                       | Danilo | 1 episodio       |
| 2019                          | Los elegidos                             | |                  |

### Telenovelas
| Año       | Título                            | Rol                        | Notas |
| --------- | --------------------------------- | -------------------------- | ----- |
| 1981      | El hogar que yo robé              | Salomón                    |       |
| 1987-1988 | Rosa salvaje                      | Secuestrador de Rosa       |       |
| 1989-1990 | Carrusel                          | Ramón Palillo              |       |
| 1990-1991 | La fuerza del amor                | Ramón                      |       |
| 1992-1993 | María Mercedes                    | Rogaciano El Latas         |       |
| 1993-1994 | Valentina                         | Arnulfo Chaparra           |       |
| 1997      | Los hijos de nadie                | Roberto                    |       |
| 1997-1998 | Mi pequeña traviesa               | Rafael                     |       |
| 2000-2001 | Primer amor a mil por hora        | Indalesio Cano             |       |
| 2002-2003 | ¡Vivan los niños!                 | Carnicero                  |       |
| 2002-2003 | Clase 406                         | Rodolfo Londoño            |       |
| 2005      | La madrastra                      | Leonardo Montes "Da Vinci" |       |
| 2007-2008 | Tormenta en el paraíso            | Director del Reclusorio    |       |
| 2009-2010 | Corazón salvaje                   | Santos                     |       |
| 2014-2015 | Muchacha italiana viene a casarse | Fidel                      |       |
| 2016      | Despertar contigo                 | Ismael                     |       |
| 2017      | El bienamado                      | Don Juvenal Samperio       |       |
| 2018      | Like                              | Fausto                     |       |

### Dirección
| Año  | Título                          |
| ---- | ------------------------------- |
| 1998 | Gotita de amor                  |
| 1999 | El niño que vino del mar        |
| 2001 | María Belén                     |
| 2003 | De pocas, pocas pulgas          |
| 2004 | Amy, la niña de la mochila azul |
| 2006 | Amar sin límites                |
| 2009 | Adictos                         |